# Anna Ewelina
Anna Ewelina (ur. 26 lipca 1985 w Gdańsku) – polsko-niemiecka aktorka, piosenkarka i aktorka głosowa.

## Życiorys
W wieku czterech lat Anna Ewelina wraz z rodziną wyemigrowała do Niemiec, gdzie dwujęzycznie wychowała się w gminie Aschaffenburg Landkreis Aschaffenburg, tam ukończyła też liceum „Maria-Ward-Schule". Już bardzo wcześnie interesowały ją języki i kultury obce, a przede wszystkim wcielanie się w różne role – tak powstała jej namiętność do aktorstwa. Anna grała od przedszkola aż do liceum.
Równocześnie do „Voice Coaching“ na akademii muzycznej w Hammelburgu „MusikakademieHammelburg“ w latach 2002 i 2003, Anna była piosenkarką i gitarzystką w różnych zespołach muzycznych. W latach 2004–2006 śpiewała w zespole „Sechs on the Beach“.
W latach 2004 – 2007 Anna podjęła naukę w państwowej szkole aktorskiej “Stage & Musical School Frankfurt a. M.” we Frankfurcie nad Menem. Od 2005 do 2007 była zaangażowana w Stadttheater Aschaffenburg, w miejskim teatrze w Aschaffenburgu jako aktorka głównych ról, np. w MutterliebeMutter Heinza Kirchnera i w sztuce Reiher Simona Stephensa.
Poza udziałem w licznych filmach krótkometrażowych, w 2006 r. Anna Ewelina zadebiutowała jako „Jasmin Bausch“ w serialu Unter uns (RTL, Grundy Ufa). Od 2007 do 2011 r. zagrała rolę “Laury Koenig” w serialu „Die Anrheiner“ (WDR, Zieglerfilm Köln). W 2010 i 2012 r. Anna wyjechała do USA, gdzie w Los Angeles / Hollywood doskonaliła swój warsztat aktorski pracując z MK Lewis, Tim Phillips i Michelle Colt.
Na Festiwalu Filmu „Self made Shorties" w Monachium 2011, Anna Ewelina otrzymała nominację za jeden z 15 najlepszych filmów krótkometrażowych (własnoręcznie przez nią wyprodukowany), który został wyróżniony z blisko 500 zaprezentowanych tam projektów. W 2015 r. zasiadła w Jury "SMSM Self Made Love Shorties", wraz z innymi kolegami z dziedziny aktorstwa, castingu i produkcji.
W 2012 r. zdobyła pierwszą nagrodę za również samodzielnie wyprodukowany film “Würde” – 99Fire-Films-Award na Międzynarodowym Festiwalu Filmu “Berlinale” w Berlinie.
Anna Ewelina pracuje również jako aktorka głosowa w dziedzinie „dubbing”, „voice over” i „reklama”. Poza tym angażuje się honorowo w Niemieckim Stowarzyszeniu Aktorów (BFFS) i jest członkiem Niemieckiej Akademii Telewizyjnej (DAFF).
Oprócz tego prowadzi warsztaty aktorskie przy Monachijskich Warsztatach Filmowych Münchner Filmwerkstatt.
Ewelina ceni sobie twórczość MK Lewis, amerykańskiego aktora, reżysera, autora i nauczyciela aktorstwa: „Nigdzie nie nauczyłam się tyle o aktorstwie, co u niego!“, powiedziała w wywiadzie.
Anna Ewelina aktualnie mieszka w Monachium.

## Filmografia (wybór)
- 2006: Unter Uns
- 2007: In Alienhand
- 2007–2010: Die Anrheiner
- 2008: Finding Bright Side
- 2010: Weg
- 2010: Leon 25, 65
- 2011: The Flat
- 2011: Non Human
- 2011: In meiner Geschichte
- 2011: Um Himmels Willen
- 2011: Puppet
- 2011: SOKO 5113
- 2012: Würde
- 2012: Um Himmels Willen
- 2012: Abschied
- 2012: Der Bergdoktor
- 2012: Rote Rosen
- 2013: München 7
- 2013: Hubert & Staller
- 2013: Lilly Schönauer – Die Hochzeit meiner Schwester
- 2014: SOKO 5113
- 2014: Um Himmels Willen
- 2014: Halbe Brüder
- 2014: Frankentatort: Der Himmel ist ein Platz auf Erden
- 2014: Die Rosenheimcops
- 2015: AlarmAlarm
- 2015: Die Randgruppe
- 2015: Telefon 110 – Polizeiruf 110
- 2015: Isch heisst
- 2016: In aller Freundschaft

## Teatr (wybór)
- 2002: Hello Dolly
- 2005: Ungeduscht, geduzt & ausgebuht
- 2005: Im Schloss des Nosferatu
- 2005: Hilfe, es spukt!
- 2005-2006: Mutterliebemutter
- 2006: Reiher
- 2006: Haiymaath
- 2007: Innere Mongolei
- 2011: Giftcocktail

## Nagrody
- 2011: Self Made Shorties – nominacja za najlepszy film krótkometrażowy na Festiwalu Filmu w Monachium
- 2012: 99Fire Film Award – Laureatka nagrody na Międzynarodowym Festiwalu Filmu “Berlinale” – za samodzielnie wyprodukowany film “Würde“